# Alvania marmarisensis
Alvania marmarisensis is een slakkensoort uit de familie van de Rissoidae. De wetenschappelijke naam van de soort werd voor het eerst geldig gepubliceerd in 2017 door Bitlis en Öztürk.